# جوني سانت سير
جوني سانت سير (بالإنجليزية: Johnny St. Cyr)‏ هو قائد فرقة ‏ وعازف جاز أمريكي، ولد في 17 أبريل 1890 في نيو أورلينز في الولايات المتحدة، وتوفي في 17 يونيو 1966 في لوس أنجلوس في الولايات المتحدة.

## وصلات خارجية
- جوني سانت سير على موقع ميوزك برينز (الإنجليزية)
- جوني سانت سير على موقع أول ميوزيك (الإنجليزية)
- جوني سانت سير على موقع ديسكوغز (الإنجليزية)